# Suchá Rudná-zlatý lom
Suchá Rudná-zlatý lom ist ein FFH-Gebiet in der Gemeinde Světlá Hora in Tschechien.

## Lage
Das Schutzgebiet befindet sich unmittelbar nördlich des Dorfes Suchá Rudná (Dürrseifen). Es handelt sich um eine Bergbaufolgelandschaft auf dem Weichen Gang (Měkká žíla) mit dem abgesoffenen Restloch eines Goldtagebaus und dem angrenzenden verbuschten Gelände.

## Beschreibung
Das FFH-Gebiet hat eine Ausdehnung von ca. 3,3 Hektar. Der am südlichen Rand gelegene Tümpel mit einer Abmessung von ca. 45 × 15 Meter und einer Tiefe von max. anderthalb Metern ist der Lebensraum einer der beiden größten Populationen des Kammmolches in Tschechien.
Eine Gefährdung dieses Lebensraumes besteht durch die weitere Verlandung und Austrocknung sowie die Eutrophierung des Tümpels ebenso wie durch eine Nutzung des Gewässers zur Fischzucht.
Mit der im April 2005 erfolgten Unterschutzstellung sollen eine Nutzung des Tümpels als Fischgewässer unterbunden und illegale Müllablagerungen beseitigt werden. Zudem soll in Trockenjahren durch Wasserzuführung aus den Bergwerksstollen eine Austrocknung des Tümpels und damit der Tod der Jungmolche verhindert werden.